# Luigi I di Valois-Orléans
Luigi di Valois o Luigi d'Orléans detto il Grande (13 marzo 1372 – Parigi, 23 novembre 1407) è stato un cavaliere medievale francese. Egli era figlio del re Carlo V di Francia e di Giovanna di Borbone, ed era il fratello minore di Carlo VI. Nel 1389 sposò Valentina Visconti, figlia di Gian Galeazzo, duca di Milano, sua cugina di primo grado.
Fu duca d'Orléans dal 1392 fino alla morte. Fu anche conte poi duca di Valois (1392-1407), duca di Turenna (1386-1392), conte di Blois (1397-1407), di Angoulême (1394-1407), Périgord, Dreux e Soissons e conte di Asti, portata in dote dalla moglie.

## Biografia
Luigi ebbe un ruolo politico notevole durante la guerra dei cent'anni. A causa della progressiva follia del fratello maggiore Carlo (più tardi conosciuto come il pazzo, poiché soffriva di schizofrenia e di crisi maniaco-depressive), contese a Giovanni di Borgogna la reggenza ed il tutorato della prole reale. La rivalità tra i due era cosa nota e fu fonte di agitazione sociale in una Francia già alle prese con un periodo difficile. Luigi ebbe il vantaggio iniziale di essere di sangue reale, tuttavia la sua indole e le dicerie circa una relazione con la regina Isabella di Baviera lo resero piuttosto impopolare. Negli anni successivi i figli di Carlo VI furono rapiti e recuperati da entrambe le parti, finché Giovanni di Borgogna riuscì a farsi nominare dal re, mediante decreto, tutore del Delfino e reggente di Francia. 
Nel 1393 Luigi causò l'incendio durante quello che è passato alla storia come ballo degli Ardenti, costato la vita a quattro persone, per la qual cosa vide ulteriormente peggiorare la propria reputazione. Ma egli non si arrese e si adoperò per sabotare il governo del duca di Borgogna, anche sperperando il denaro raccolto per aiutare Calais, in seguito occupata dagli inglesi. Dopo questo episodio, Giovanni e Luigi arrivarono a minacciarsi apertamente e solo l'intervento di Giovanni di Valois, duca di Berry e zio di entrambi, scongiurò una guerra civile. Il 20 novembre 1407 fu sancita una riconciliazione solenne al cospetto della corte di Francia, ma appena tre giorni dopo Luigi fu pugnalato a morte nelle strade di Parigi, per ordine di Giovanni di Borgogna.

## Ascendenza
|                        |                    |                                        | Genitori                      |  |  | Nonni |  |  | Bisnonni              |  |  | Trisnonni       |  |
|                        |                    |                                        |                               |  |  |       |  |  | Filippo VI di Francia |  |  | Carlo di Valois |  |
|                        |                    |                                        |                               |  |  |       |  |  | Filippo VI di Francia |  |  | Carlo di Valois |  |
|                        |                    | Margherita d'Angiò, contessa di Valois |                               |  |  |       |  |  | Filippo VI di Francia |  |  |                 |  |
| Giovanni II di Francia |                    |                                        |                               |  |  |       |  |  | Filippo VI di Francia |  |  |                 |  |
|                        |                    | Giovanna di Borgogna                   | Roberto II di Borgogna        |  |  |       |  |  |                       |  |  |                 |  |
|                        |                    | Giovanna di Borgogna                   | Roberto II di Borgogna        |  |  |       |  |  |                       |  |  |                 |  |
|                        |                    | Giovanna di Borgogna                   | Agnese di Francia             |  |  |       |  |  |                       |  |  |                 |  |
| Carlo V di Francia     |                    | Giovanna di Borgogna                   |                               |  |  |       |  |  |                       |  |  |                 |  |
|                        |                    | Giovanni I di Lussemburgo              | Enrico VII di Lussemburgo     |  |  |       |  |  |                       |  |  |                 |  |
|                        |                    | Giovanni I di Lussemburgo              | Enrico VII di Lussemburgo     |  |  |       |  |  |                       |  |  |                 |  |
|                        |                    | Giovanni I di Lussemburgo              | Margherita di Lussemburgo     |  |  |       |  |  |                       |  |  |                 |  |
| Bona di Lussemburgo    |                    | Giovanni I di Lussemburgo              |                               |  |  |       |  |  |                       |  |  |                 |  |
|                        |                    | Elisabetta di Boemia                   | Venceslao II di Boemia        |  |  |       |  |  |                       |  |  |                 |  |
|                        |                    | Elisabetta di Boemia                   | Venceslao II di Boemia        |  |  |       |  |  |                       |  |  |                 |  |
|                        |                    | Elisabetta di Boemia                   | Giuditta d'Asburgo            |  |  |       |  |  |                       |  |  |                 |  |
| Luigi di Valois        |                    | Elisabetta di Boemia                   |                               |  |  |       |  |  |                       |  |  |                 |  |
|                        | Luigi I di Borbone | Roberto di Clermont                    |                               |  |  |       |  |  |                       |  |  |                 |  |
|                        | Luigi I di Borbone | Roberto di Clermont                    |                               |  |  |       |  |  |                       |  |  |                 |  |
|                        | Luigi I di Borbone | Beatrice di Borgogna-Borbone           |                               |  |  |       |  |  |                       |  |  |                 |  |
| Pietro I di Borbone    | Luigi I di Borbone |                                        |                               |  |  |       |  |  |                       |  |  |                 |  |
|                        |                    | Maria di Avesnes                       | Giovanni I di Hainaut         |  |  |       |  |  |                       |  |  |                 |  |
|                        |                    | Maria di Avesnes                       | Giovanni I di Hainaut         |  |  |       |  |  |                       |  |  |                 |  |
|                        |                    | Maria di Avesnes                       | Filippa di Lussemburgo        |  |  |       |  |  |                       |  |  |                 |  |
| Giovanna di Borbone    |                    | Maria di Avesnes                       |                               |  |  |       |  |  |                       |  |  |                 |  |
|                        |                    | Carlo di Valois                        | Filippo III di Francia        |  |  |       |  |  |                       |  |  |                 |  |
|                        |                    | Carlo di Valois                        | Filippo III di Francia        |  |  |       |  |  |                       |  |  |                 |  |
|                        |                    | Carlo di Valois                        | Isabella d'Aragona            |  |  |       |  |  |                       |  |  |                 |  |
| Isabella di Valois     |                    | Carlo di Valois                        |                               |  |  |       |  |  |                       |  |  |                 |  |
|                        |                    | Mahaut di Châtillon                    | Guido IV, conte di Saint-Paul |  |  |       |  |  |                       |  |  |                 |  |
|                        |                    | Mahaut di Châtillon                    | Guido IV, conte di Saint-Paul |  |  |       |  |  |                       |  |  |                 |  |
|                        |                    | Mahaut di Châtillon                    | Maria di Bretagna             |  |  |       |  |  |                       |  |  |                 |  |
|                        |                    | Mahaut di Châtillon                    |                               |  |  |       |  |  |                       |  |  |                 |  |

## Discendenza
Dal suo matrimonio con Valentina Visconti nacquero:
- una figlia (1390);
- Luigi (1391 – 1395);
- un figlio (1392);
- Giovanni Filippo (Parigi, 1393-Vincennes, 1393);
- Carlo, duca d'Orléans (1394-1465), padre del re Luigi XII di Francia;
- Filippo (Parigi, 1396-1420), conte di Vertus;
- Giovanni (1400-1467), nonno del re Francesco I di Francia;
- Maria (Coucy, 1401);
- Margherita (1406-1466, Abbaye-la-Guiche), contessa di Vertus, sposò nel 1423 Riccardo di Dreux, conte d'Étampes.

Ebbe poi da Mariette d'Enghien un figlio illegittimo, Jean d'Orléans, più noto come Bastardo d'Orléans e, in seguito alla sua creazione a conte di Dunois, come Jean de Dunois, capostipite della linea degli Orléans-Longueville.